# Internationaal Eucharistisch Congres

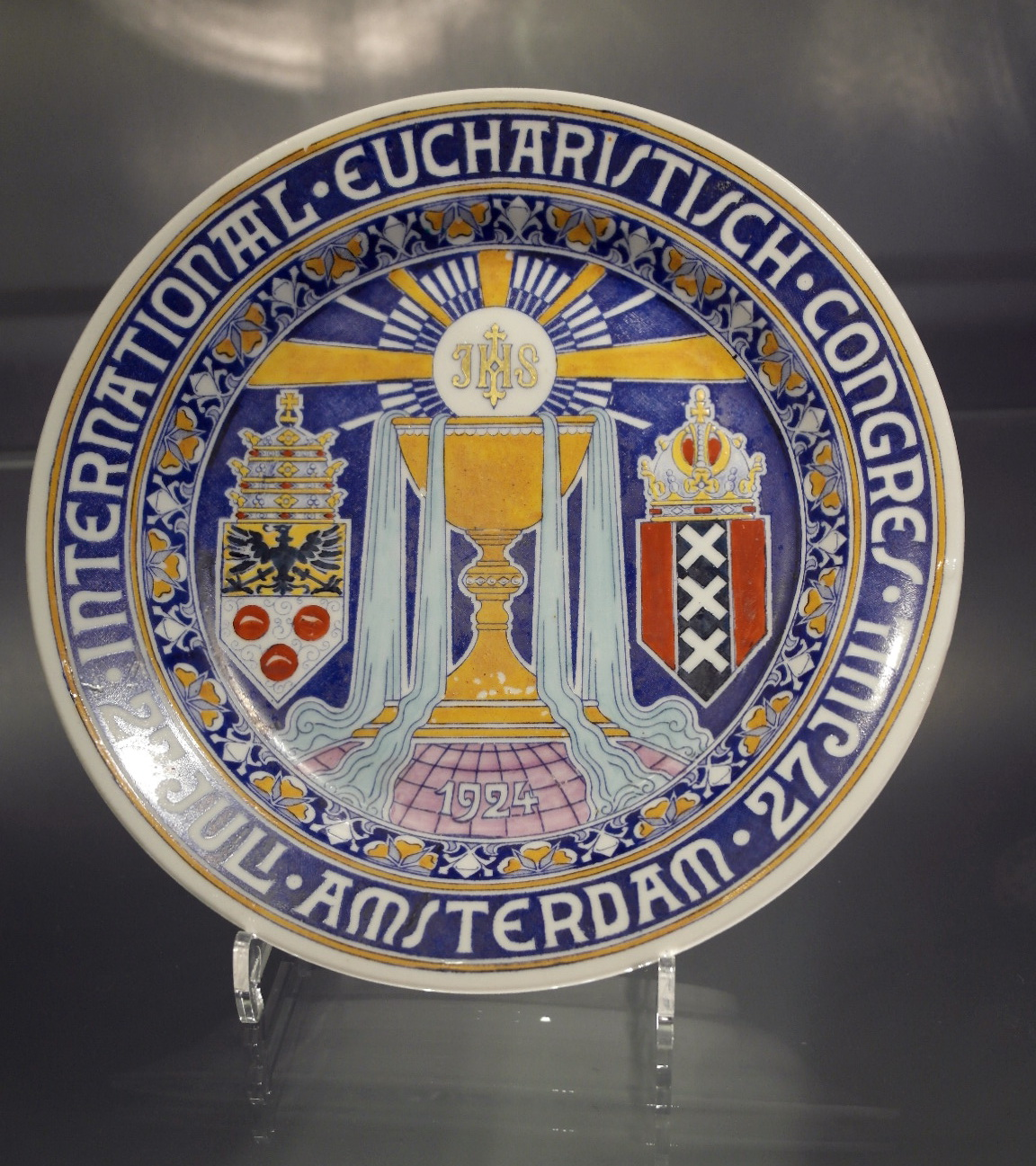
Herinneringsbord IEC Amsterdam, 1924 (collectie Centre Céramique, Maastricht)

Het Internationaal Eucharistisch Congres is een in 1881 voor het eerst gehouden bijeenkomst van geestelijken en leken met als doel het aanbidden van de Heilige Eucharistie en de transsubstantiatie. Voor de Katholieke Kerk is de Werkelijke Tegenwoordigheid van Jezus onder de gedaante van het brood en de wijn tijdens de Heilige Mis een van de centrale dogma's. Het Internationaal Eucharistisch Congres werd aanvankelijk opgezet om dit dogma te vieren, maar zeker ook om het te propaganderen. Het motto van de Congressen was Het redden van de Maatschappij door de Eucharistie. De congressen waren een idee van de française Marie-Marthe Emilie Tamisier, die een visioen zou hebben gehad, waarin haar werd opgedragen een massale aanbidding van het Allerheiligste te organiseren.
Het eerste congres werd georganiseerd door Louis Gaston Adrien de Ségur, bisschop van Rijsel. De eerste bijeenkomst was nog klein, en nauwelijks internationaal, maar de beweging van het Eucharistisch Congres groeide met het jaar. Het zesde congres, dat van Parijs, in 1888 was al een tamelijk massale bijeenkomst, met de Sacré-Cœur als plaats van samenkomst. Het Congres van 1890 vond plaats in Antwerpen. Tijdens de mis - nabij de Meir zegende kardinaal Petrus Lambertus Goossens, aartsbisschop van Mechelen een menigte van 150.000 mensen. De congressen hadden steeds het karakter van grote publieke samenkomsten, afgewisseld met kleinere (wetenschappelijke) studiebijeenkomsten, waarvan de handelingen ook steeds na afloop van het congres werden gepubliceerd. De Congressen duren doorgaans een week. Het Eucharistisch Congres van 1924 in Amsterdam, vormde een hoogtepunt in het Rijke Roomse Leven in Nederland.

## Alle congressen

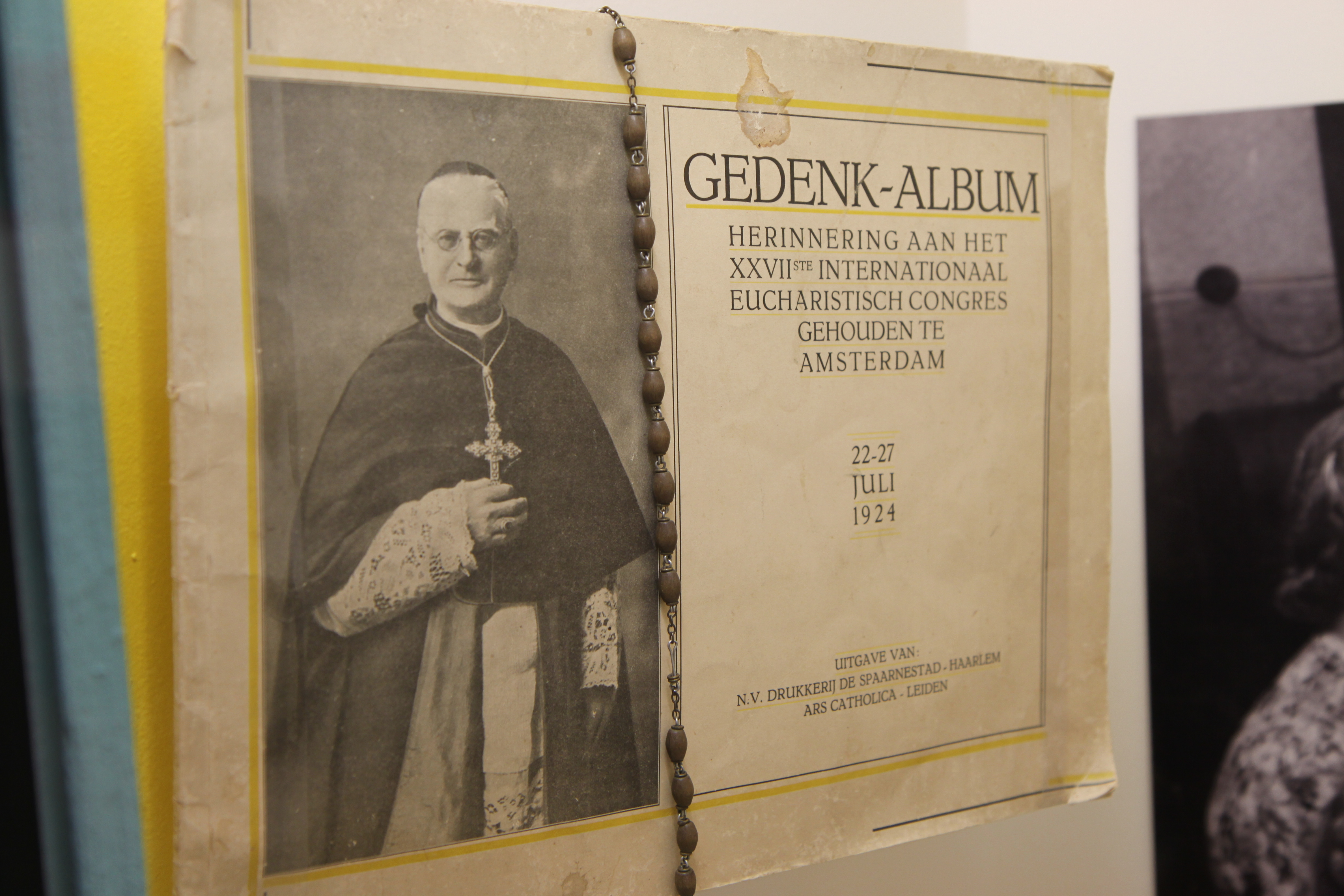
1924 Internationaal Eucharistisch congres Amsterdam

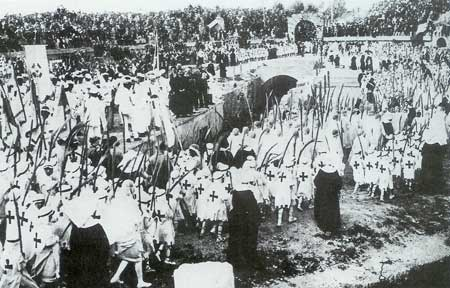
Eucharistieviering in de open lucht, IEC Carthago, 1930

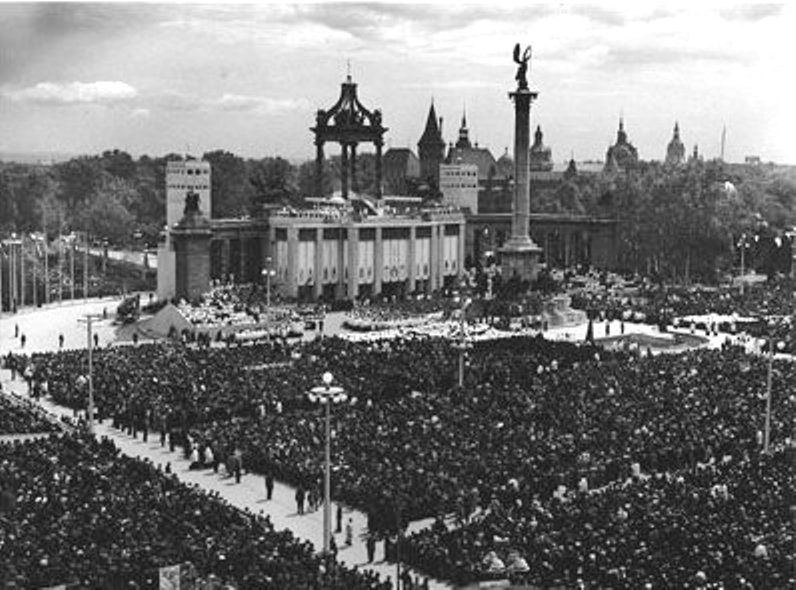
Openluchtmis IEC Boedapest, 1938

1. Rijsel 1881
2. Avignon 1882
3. Luik 1883
4. Freiburg 1885
5. Toulouse 1886
6. Parijs 1888
7. Antwerpen 1890
8. Jeruzalem 1893
9. Reims 1894
10. Paray-le-Monial 1897
11. Brussel 1898
12. Lourdes 1899
13. Angers 1900
14. Namen 1902
15. Angouleme 1904
16. Rome 1905
17. Doornik 1906
18. Metz[2] 1907
19. Londen 1908
20. Keulen 1909
21. Montreal 1910
22. Madrid 1911
23. Wenen 1912
24. Malta 1913
25. Lourdes 1914
26. Rome 1922
27. Amsterdam 1924
28. Chicago 1926
29. Sydney 1928
30. Carthago 1930
31. Dublin 1932
32. Buenos Aires 1934
33. Manilla 1937
34. Boedapest 1938
35. Barcelona 1952
36. Rio de Janeiro 1955
37. München 1960
38. Bombay 1964
39. Bogota 1968
40. Melbourne 1973
41. Philadelphia 1976
42. Lourdes 1981
43. Nairobi 1985
44. Seoel 1989
45. Sevilla 1993
46. Breslau 1997
47. Rome 2000
48. Guadalajara 2004
49. Quebec 2008
50. Dublin 2012[3]
51. Cebu 2016
52. Boedapest 2021